# Telipogon lankesteri
Telipogon lankesteri là một loài thực vật có hoa trong họ Lan. Loài này được Ames miêu tả khoa học đầu tiên năm 1923.